# Sarangay
Sarangay é uma criatura aparentada com o touro com uma massa muscular enorme e uma jóia unida às suas orelhas. É a contraparte filipina para o minotauro grego. Eles são ilustrados como sendo metade touro e metade homem.
De acordo com o velho folclore, Sarangays têm uma jóia ou gema preciosa em suas orelhas que estão protegendo. Aqueles que tentam furtá-las dele serão impiedosamente assassinados. Dele também foi dito que quando um Sarangay fica zangado, seu nariz emite fumaça.